# Itapuranga (kommun)
Itapuranga är en kommun i Brasilien.   Den ligger i delstaten Goiás, i den centrala delen av landet, 220 km väster om huvudstaden Brasília. Antalet invånare är 26 085. Arean är 1 277 kvadratkilometer.
Terrängen i Itapuranga är huvudsakligen kuperad, men den allra närmaste omgivningen är platt.
Följande samhällen finns i Itapuranga:
- Itapuranga

Omgivningarna runt Itapuranga är huvudsakligen savann. Runt Itapuranga är det ganska glesbefolkat, med 25 invånare per kvadratkilometer.